# Widów (Zabłocie)
Widów – część wsi Zabłocie (do 31.12.2012 samodzielna wieś) w Polsce położona w województwie wielkopolskim, w powiecie kolskim, w gminie Grzegorzew.
W latach 1975–1998 Widów administracyjnie należał do województwa konińskiego.